# Teatro comunale (Thiene)
Il Teatro comunale di Thiene, situato in Viale Francesco Bassani a Thiene, costituisce una delle architetture più importanti e il teatro principale della città.
Realizzato dall'architetto Romano Dal Maso, rappresenta una delle maggiori opere in stile liberty nel territorio.

## Storia

### Inaugurazione del Teatro Sociale
Le origini del teatro risalgono alla fine del XIX secolo, quando in risposta al bisogno della cittadinanza, alcuni politici e notabili thienesi decisero di costruire un luogo adatto a ospitare rappresentazioni liriche e in prosa. Per portare avanti questo progetto, fondarono l'associazione "Società Amici del Teatro" e ottennero il permesso dall'amministrazione comunale per costruire un edificio su una proprietà di 2950 mq. L'incarico fu affidato a un cittadino di Thiene, l'ingegnere Romano Dal Maso.
I lavori iniziarono nel 1897 ma a causa di alcuni imprevisti procedettero inesorabilmente a rilento: un primo grande ostacolo fu di natura economica, in quanto il nuovo Teatro Sociale ebbe dei costi maggiori a quelli calcolati inizialmente. Durante la costruzione dell'edificio si decise infatti di migliorare il progetto e di perfezionare la struttura, decisione che determinò un incremento del costo finale.
La Società Amici del Teatro dovette allora chiedere un prestito, poiché i contributi pubblici e il sostegno economico dei cittadini thienesi non risultarono sufficienti. Inoltre, a rallentare ulteriormente i lavori fu la morte dello stesso ingegnere, per cui si rese necessario trovare prontamente un successore. Per questo motivo, il nuovo incarico venne affidato all'ingegnere Ferruccio Cattaneo che portò a termine la costruzione nella primavera del 1905, assegnando la maggior parte dei lavori edili, elettrici e di falegnameria a ditte del posto.
Il 30 aprile 1905 il Teatro venne aperto per una conferenza scientifica di Attilio Brunialti, ma la vera inaugurazione del Teatro Sociale avvenne il 10 ottobre 1905, in occasione della quale venne rappresentata l'opera Rigoletto di Giuseppe Verdi, diretta da Antonio Guarnieri. L'evento attirò a Thiene spettatori e appassionati da tutta la provincia e l'opera ebbe talmente successo da essere messa in scena tre volte nei giorni seguenti. I costi dei biglietti dell'inaugurazione andavano da £. 0,50 a £. 2,5.
Negli anni seguenti, il teatro fu sede di diversi spettacoli e manifestazioni cittadine ma a causa di difficoltà economiche dell'associazione, dovette essere ceduto al comune con atto di compravendita ufficiale firmato il 18 marzo 1914. A partire da quel momento, venne rinominato "Teatro Comunale".

### Il Teatro Comunale dal dopoguerra agli anni settanta
Durante la prima guerra mondiale, l'Altopiano dei Sette Comuni divenne teatro di sanguinosi combattimenti sul fronte italiano, e il Comunale fu costretto allora a cessare la propria attività lirica e di prosa, prestando i propri spazi a magazzino per l'esercito.
Già a partire dal dopoguerra però riaprì i battenti, portando sul palcoscenico alcune celebri rappresentazioni, come Manon Lescaut di Giacomo Puccini nell'ottobre 1924.
Fondamentale ricordare tra gli anni venti e trenta l'arrivo a Thiene del cinematografo, che portò in sala per la prima volta la proiezione di importanti capolavori del cinema muto, accompagnati musicalmente da artisti locali. Ma è solo dal 1932 che Thiene poté dare finalmente sonorità alla pellicola, trasformando il Comunale in una vera e propria sala cinematografica, tra le prime della zona. Dal quel momento in poi, il Comunale si rese dunque protagonista della rappresentazione di entrambe le stagioni liriche e cinematografiche, che si susseguirono egregiamente negli anni trenta.
Tuttavia, ben presto emersero alcune problematicità circa le condizioni del teatro e la stessa presidenza del tempo ribadì la necessità di ampie opere di ristrutturazione, come riportato in una lettera al commissario prefettizio:
"Come la S.V. ben sa, attualmente il Teatro trovasi in uno stato di semi abbandono ed ha assoluto bisogno di urgenti e radicali trasformazioni. Privo di ogni comodità, mancante di atrio e di sale di ridotto e prove, a semplice muro col soffitto pericolante, il palcoscenico inadatto provvisto di pochi e indecorosi camerini per gli artisti, con servizi igieinici ributtanti e riscaldamento a stufe, ben può dirsi che sarebbe consigliabile la trasformazione a magazzini piuttosto che mantenerlo nello stato attuale di assoluta insufficienza e mancanza di conveniente decoro".
Nonostante una tale richiesta fosse già stata sollevata più volte negli anni precedenti, si dovette attendere ancora molto prima che il teatro potesse essere oggetto di restauro completo.
Mentre le rappresentazioni cinematografiche continuarono a riscuotere discreto successo, grazie anche alle proiezioni all'aperto durante il periodo estivo nello spazio esterno al teatro, l'attività teatrale registrò un calo nel numero di spettacoli.
Nonostante il coinvolgimento bellico durante la seconda guerra mondiale, il palcoscenico thienese ospitò due grandi opere di successo: Lucia di Lammermoor e Il barbiere di Siviglia.
Nel dopoguerra, il Comunale riprese la propria attività a ritmo costante e nel 1950, grazie ad una proposta delle ACLI, venne messo in scena un imponente concerto di musica classica. L'orchestra, composta da 40 elementi, ed il coro di 80 voci furono diretti dal prof. Antonio Restiglian, dal maestro Antonio Marcante e dal il maestro direttore Uldfor. Tra i compositori più noti presentati quella sera, spiccano i nomi di Giuseppe Verdi, Alessandro Stradella, Jean Sibelius, Georges Bizet, Charles Gounod, Max Reger, Benedetto Marcello e Vincenzo Bellini.
Le stagioni proseguirono con grande successo ma, benché i cittadini cominciassero a percepire sempre più il bisogno di un'intensa opera di ammodernamento dell'edificio, la presenza di urgenti difficoltà e la scarsità di risorse economiche nella cittadina, mise ancora una volta questo progetto in secondo piano. Per questo motivo, le condizioni strutturali del teatro peggiorarono progressivamente sino a che il Consiglio comunale non fu costretto nel 1958 a prendere definitivamente in mano la situazione.
I lavori sarebbero dovuti iniziare già a partire dall'anno seguente, sotto la guida degli ingegneri Dino Altieri e Giuseppe Dal Ferro, ma non trovarono avvio: i due progetti di ristrutturazione contavano una spesa rispettivamente di 62 milioni di lire, sostenuta da un contributo statale che non venne però concesso, e di 54 milioni di lire.
Questa situazione di stallo, fece scoppiare negli anni successivi forti dibattiti circa il futuro del Comunale: le proposte avanzate prevedevano il restauro completo dell'edificio da un lato, e la totale demolizione e ricostruzione del teatro dall'altro. Numerosi furono i Consigli comunali che si riunirono in quel periodo e la stessa cittadinanza dimostrò sentito interesse per l'argomento, partecipando in prima persona agli incontri. Finalmente alla fine degli anni 1960, grazie anche al consulto di alcuni esperti, si giunse a decretare l'importanza di conservare il teatro Comunale quale gioiello storico di Thiene e si cominciò quindi a stendere un definitivo progetto per il restauro.

### Il progetto di restauro del Teatro
Agli inizi degli anni 1970 il teatro Comunale cominciò ad attirare anche l'attenzione di esperti e appassionati d’arte. Nella rivista Vicenza edita a cura dell'Amministrazione provinciale, all'interno del numero di marzo-aprile 1971, l'architetto Pietro Pelzel pubblicò una documentazione fotografica nella quale presentava il teatro come uno dei più importanti esempi di stile liberty (Art Nouveau), facendo riferimento anche ai giudizi di alcuni noti studiosi: Franco Barbieri, professore di Storia dell'Arte dell'Università di Macerata, e Rodolfo Pallucchini, professore di Storia dell'Arte dell'Università di Padova e presidente del Centro internazionale di studi d'architettura A. Palladio di Vicenza, che parlava del Comunale come: "uno degli esempi più notevoli e significativi del gusto 'liberty' che restino oggi nel Veneto".
Thiene e la provincia non potevano quindi privarsi di un'opera architettonica così valida, nodo fondamentale per la vita culturale cittadina. Durante la seduta del Consiglio comunale del 28 luglio del 1971, pertanto, il D.C. Franco Conz
presentò una relazione nella quale evidenziò che la sua soppressione sarebbe stato un grave errore: la città di Thiene andava configurandosi in quegli anni come una città di servizi e lo stesso teatro sarebbe potuto essere investito di nuove finalità, divenendo sede ad esempio di congressi e convegni.
La soluzione del restauro avrebbe consentito quindi non solo di dotare la città di una sala teatro capace e funzionale, ma anche di conservare un importante patrimonio artistico e culturale. Conz stesso affermò: "Il teatro d'oggi, è dunque, non soltanto spettacolo, ma è anche atto squisitamente sociale e, in un certo modo, giudizio sulla vita del nostro tempo. Il teatro, in altre parole, è un valore e, come ogni autentico valore, eterno ed eternamente valido".
Nel 1973 si scelse ufficialmente la strada del restauro ed i lavori furono affidati ad una squadra di architetti provenienti dalla Facoltà di Architettura di Venezia: Giuseppe Cristinelli, Clemente di Thiene, Lorenzo Moro e Paolo Torsello. Nella seduta del 1975 il Consiglio comunale accolse la proposta di progetto, che prevedeva da una parte il mantenimento delle strutture interne e della facciata principale e dall'altro, l'aggiunta di alcune componenti architettoniche che rendessero la sala polifunzionale.
Allo scopo di seguire ed affiancare il progetto esecutivo di ristrutturazione del Teatro Comunale venne nominata dal Consiglio comunale un'apposita Commissione. Furono quindi eletti i consiglieri Gabriele Thiella e Raffaello Fortuna, e gli esperti Carlo Novello e Dulio Corrà. Membro ulteriore fu Giuseppe Munari, in qualità di Presidente della Pro Thiene, mentre il ruolo di presidente venne affidato di diritto al sindaco Camillo Cimenti. Dalle riunioni della Commissione emerse allora l'idea di un piano di lavoro che inserisse l'attività teatrale all'interno di un complesso di altri esercizi di carattere socio-culturale, per favorire un uso continuativo da parte del pubblico. L'obiettivo era quindi quello di creare un vero e proprio centro culturale cittadino, in cui il Comunale diventava parte integrante della vita quotidiana dei cittadini.
Il 27 settembre 1977 il Consiglio comunale accolse il progetto di massima e il 9 novembre 1979, in seduta straordinaria, con diciannove voti favorevoli e cinque contrari, approvò il progetto esecutivo di restauro e di ampliamento del teatro, allo scopo di realizzare una nuova sede che ospitasse eventi culturali e sociali rivolti alla cittadinanza.
Il prospetto di lavoro prevedeva: un utilizzo pieno e completo del sottopalco, il ripristino degli elementi già presenti in sala, ad eccezione del restauro degli aspetti decorativi, dei legni, delle strutture portanti e delle scalinate, mantenendo però la sezione riguardante le uscite di sicurezza. Inoltre, si volle integrare uno spazio che fosse adibito a cabina di proiezione con una relativa cabina di regia per le luci.
Importante fu la scelta di realizzare al primo piano un vasto atrio che potesse ospitare convegni e riunioni cittadine ed il suo prolungamento attraverso una galleria adatta a mostre ed esposizioni artistiche. Il piano inferiore venne invece riservato alla realizzazione di camerini, guardaroba, servizi igienici ed altri spazi utili agli attori ed ospiti.
Il 12 gennaio 1981 si diede finalmente il via ai lavori, affidati all'impresa Tonin Panozzo di Thiene, con una spesa prevista di 900 milioni di lire.
Nel 1983 il sindaco Cimenti diede le dimissioni dal proprio incarico e venne eletto sindaco Ottorino Finozzi, il quale decise di portare avanti il progetto di restauro del Comunale. In questo periodo, i lavori subirono dei rallentamenti dovuti al ritardo dei contributi economici statali necessari al loro proseguimento. Si trattò tuttavia solamente di una breve interruzione poiché già nel mese di novembre dello stesso anno fu indetta una gara di appalto per la realizzazione degli allestimenti di scena e l'arredamento. A fine gennaio 1985 il Consiglio venne approvato invece un primo progetto circa il riadattamento dell'area esterna al teatro. Si prevedeva infatti la creazione di un piazzale che ben si adattasse allo stile della struttura.
In vista della riapertura ufficiale, fu messa in scena nelle serate del 27 e del 28 marzo 1985 come assoluta anteprima, la famosa tragedia Re Lear di William Shakespeare, interpretata dal grande Glauco Mauri, tra i maggiori artisti teatrali contemporanei. 
L'inaugurazione del Teatro Comunale di Thiene avvenne sabato 20 aprile 1985, cui parteciparono le autorità locali e l'intera cittadinanza, con l'accompagnamento dell’orchestra Filarmonica Veneta, diretta da Tiziano Severini.

## Architettura

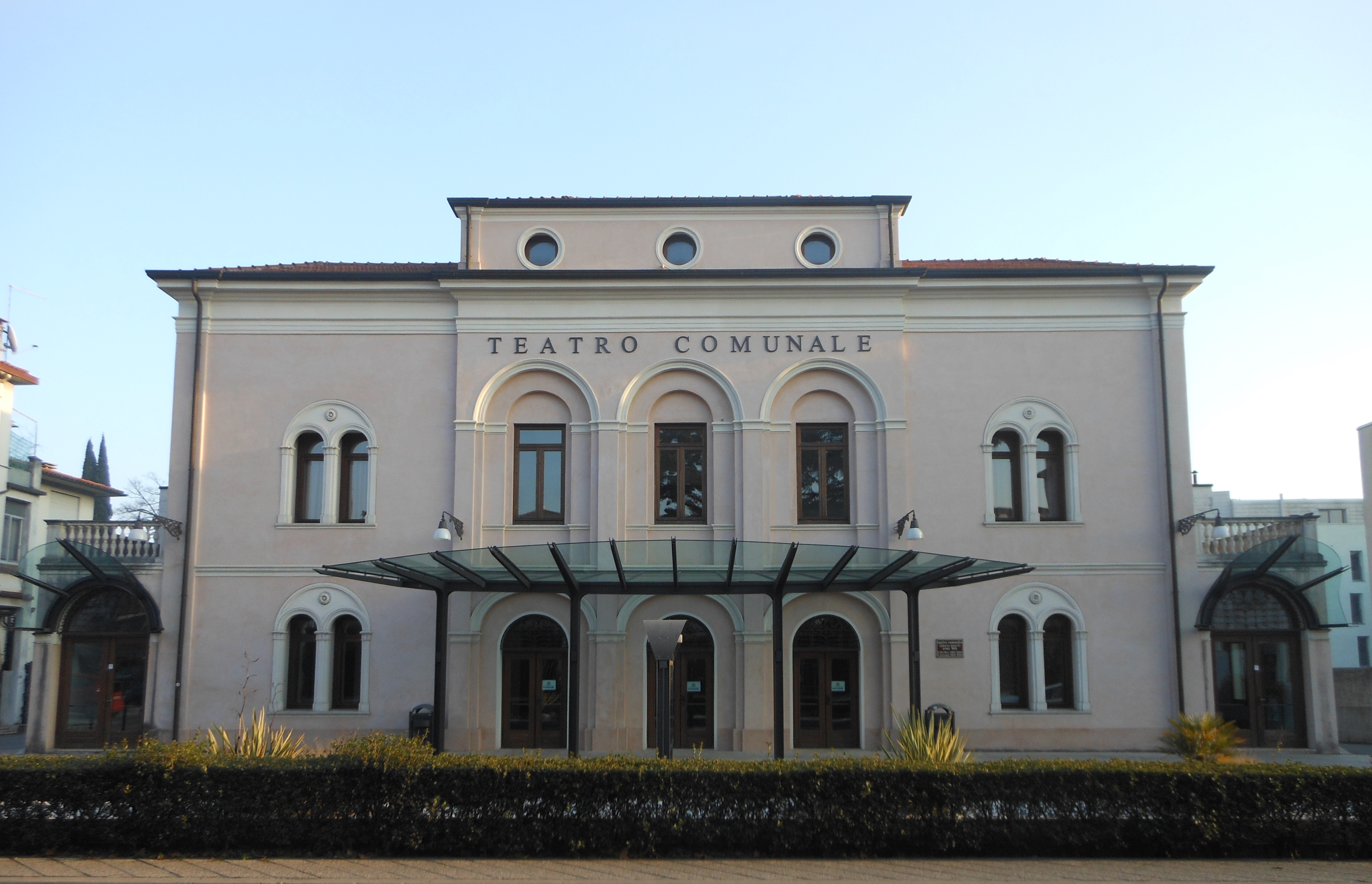
La facciata del Teatro

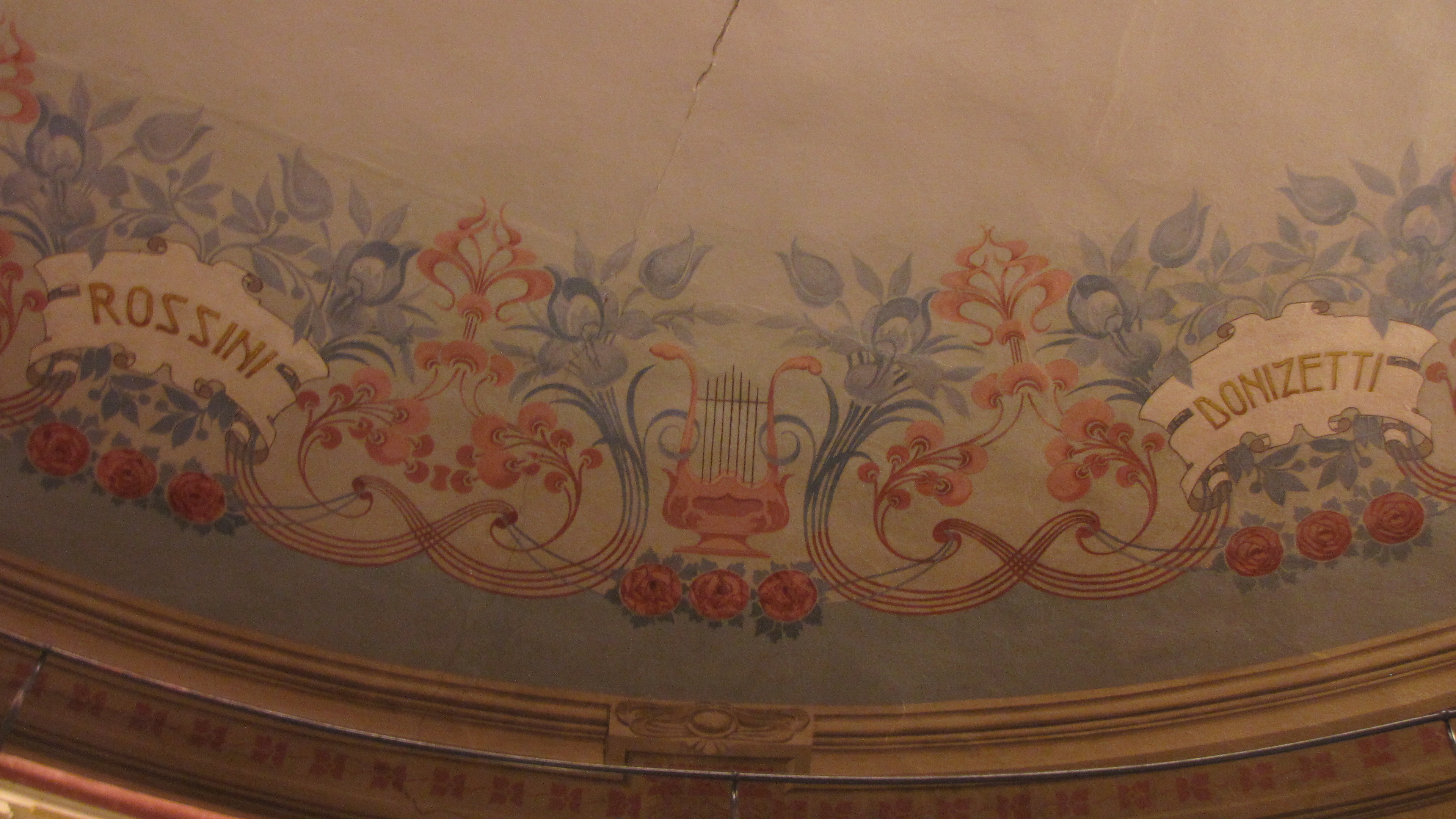
Un parziale del soffitto del Teatro

Il Teatro Comunale di Thiene fu costruito traendo ispirazione dalla cultura liberty, meglio conosciuta come Art Nouveau, uno stile particolarmente diffuso in Europa e negli Stati Uniti a cavallo tra il XIX secolo e il XX secolo.
L'architettura interna venne realizzata dall'ingegnere Ferruccio Cattaneo, mentre le facciate esterne dagli ingegneri Fonato e Dalla Valle. La sala si caratterizza di elementi decorativi in legno, incluse le colonne che sono solcate da anelli e terminano con un corpo floreale. Queste ultime sorreggono le logge sovrastanti, dove si possono individuare dei mascheroni scolpiti sul legno di colore azzurro ed oro. Prevale, in generale, un ampio uso della linea curva e dei contorni dolci, mentre le decorazioni sono dominate da trame floreali e vegetali, nastri, figure femminili, che contribuiscono a donare grazia e raffinatezza al luogo.
Il boccascena è caratterizzato da un ornamento ligneo con petali e fiori dai gambi molto lunghi. Al centro si trova raffigurata l'Arte, con vesti delicate e oscillanti, che regge due corone d'alloro. Sul prato dipinto si trovano invece delle fanciulle dai volti gioiosi e i capelli dorati che danzano con grazia e leggerezza, avvolte in veli ondeggianti.
Sul soffitto sono riportati alcuni nomi tra i più noti compositori italiani, come Giuseppe Verdi, Vincenzo Bellini, Gioachino Rossini, Giovanni Pacini, Gaetano Donizetti, Giuseppe Apolloni.
La facciata esterna è molto semplice e lineare.
Attualmente il teatro costituisce una delle poche strutture rimaste in Italia influenzate da questa forma artistica.

## Stagione teatrale thienese

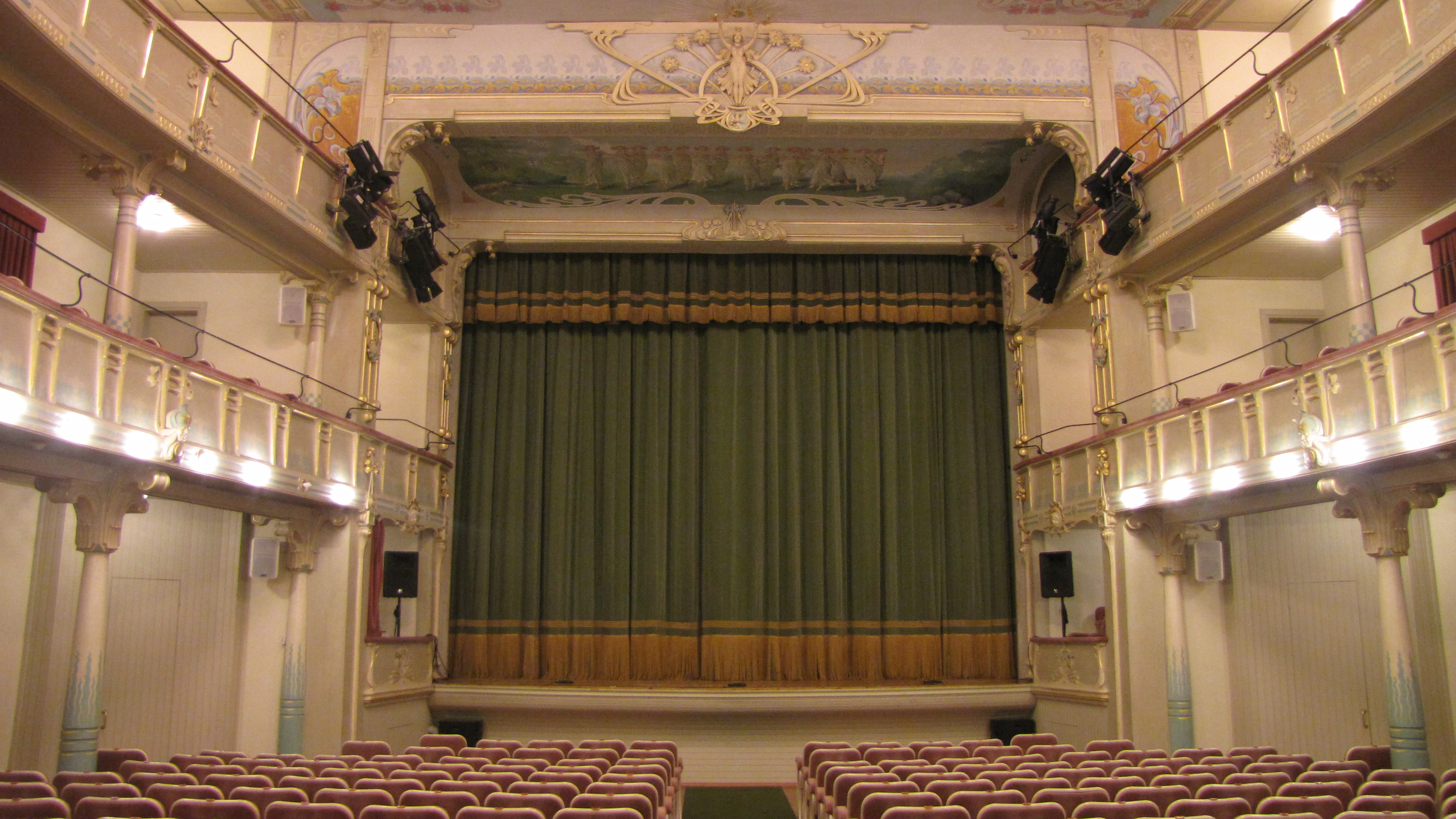
Palcoscenico del Teatro comunale di Thiene

Il teatro ospita manifestazioni di vario genere, dagli spettacoli in prosa, alle rassegne di danza, appuntamenti musicali, convegni e incontri di appronfondimento. Rilevante è inoltre la presentazione di iniziative teatrali per giovani e ragazzi, che vedono protagoniste le scuole del paese.
Ogni stagione il teatro mette in scena spettacoli in prosa tra le maggiori produzioni nazionali e locali, proponendo autori sia classici che contemporanei. Nata alla fine degli anni 1980 grazie al contributo e alla passione di un gruppo di teatro, oggi la Stagione Teatrale si rivolge a un pubblico ampio e variegato.
Tra le opere rappresentate nelle stagioni in prosa:
- 2005/06: Psicoparty; Giovanna D'Arco; Italiani Cìncali - Parte prima: minatori in Belgio; Prima Pagina; Fiabole; Così è (se vi pare); Il Campiello; Don Chisciotte, frammenti di un discorso teatrale; Cin Ci La; Arsenico e vecchi merletti; A perdifiato, ritratto in piedi di Tina Merlin; Nina, no far la stupida; Delitto e castigo; La forza dell'abitudine.
- 2006/07: La principessa Sissi; Le false confidenze; Sorelle Materassi; Gastone; Notting Hill; Prigioniero della seconda strada; Lo zoo di vetro; Memorie di Adriano; Il padre; Sul lago dorato; Il medico dei pazzi; Una delle ultime sere di carnovale; Tiergartenstrasse 4 - Un giardino per Ofelia; La Maria Zanella; Alla meta; Santa Maria d'America.
- 2007/08: Al cavallino bianco; Otello; Margarita e il Gallo; Black Comedy; Le nozze di Figaro; Quando al paese mezogiorno sona; La parola ai giurati; Sior Todero Brontolon; Il sindaco del Rione Sanità; Faust; L'uomo, la bestia e la virtù; Sinfonia d' autunno.
- 2008/09: Ho perso la faccia; Il Vangelo secondo Pilato; Il divo Garry; DIE PANNE ovvero La notte più bella della mia vita; Marlene; Ballo al Savoy; Trilogia della villeggiatura; La rosa tatuata; Il dubbio; Amleto; Il Dio della carneficina; La base de tuto.
- 2009/10: La strana coppia; Vita di Galileo; Un ispettore in casa Birling; L'anatra all'arancia; La tempesta; Tramonto; Italiani si nasce e noi lo nacquimo; L'oro di Napoli; L'appartamento; Le conversazioni di Anna K.; My fair lady; Copenaghen;
- 2010/11: Edipo Re; L'Ebreo; Otello; Confidenze Troppo Intime; Elisabetta II; Roman e il suo cucciolo; Se no i xe mati, no livolemo; Il Catalogo; Art; Non si sa come; Le bugie con le gambe lunghe.
- 2011/12: Quello che prende gli schiaffi; Blackbird; Il Borghese Gentiluomo; Romeo e Giulietta; La resistibile ascesa di Arturo Ui; La signorina Giulia; Un nemico del popolo; La lampadina Galleggiante; Il ventaglio; Cyrano de Bergerac; L’innocente.
- 2012/13: Moscheta; Nel nome del padre; John Gabriel Borkman; The country; Un marito ideale; Ti ricordi di me?; Eva contro Eva; Questi fantasmi; La coscienza di Zeno; Signore e Signori.
- 2013/14: Sei personaggi in cerca d’autore; Viviani Varietà; Miseria e nobiltà; Il Bell’Antonio; La locandiera; L’ispettore generale; Sogno di una notte di mezza sbornia; Il mercante di Venezia; Elephant Man; John Gabriel Borkman.
- 2014/15: Amadeus; La scena; Una pura formalità; Decameron; Notturno di una donna con ospiti; Doppio sogno (Eyes Wide Shut); Re Lear; Il giuoco delle parti; Amerika; Il malato immaginario.
- 2015/16: Il visitatore; Don Giovanni; The Pride; La gatta sul tetto che scotta; Il prezzo; 7 minuti; I rusteghi; Quei due; Quattro buffe storie.
- 2016/17: Il berretto a sonagli; Lacci; Provando… dobbiamo parlare; Fiore di cactus; Locandiera B&B; Madame Bovary; Minetti; Macbeth; Spirito Allegro; Arlecchino il servitore di due padroni.

## Esibizioni celebri
Il palcoscenico del Teatro comunale ha visto la presenza e partecipazione di importanti nomi nello scenario teatrale italiano: Vittorio Caprioli, Giorgio Gaber, Glauco Mauri, Enzo Jannacci, Ernesto Calindri, Mariano Rigillo, Roberto Sturno, Giuliana De Sio, Mario Scaccia, Paolo Ferrari, Giovanna Ralli, Alessandro Gassman, Gianmarco Tognazzi, Monica Guerritore, Marco Columbro, Luca Zingaretti, Margherita Buy, Dario Fo, Alessandro Benvenuti, Giorgio Albertazzi, Claudia Gerini, Silvio Orlando, Rocco Papaleo, Alessandro Preziosi, Valeria Solarino, Laura Morante, Tullio Solenghi, Alessandro Haber, Angela Finocchiaro, Stefano Accorsi, Michele Placido, Piergiorgio Fasolo, Manuela Arcuri, Antonio Albanese.